# Trip-hop
El trip-hop és un gènere de música electrònica que es va originar a principis de la dècada del 1990 a Bristol. Derivat de l'acid-house, el terme va ser utilitzat per primera vegada pels mitjans de comunicació anglesos com una manera de descriure la variant més experimental del breakbeat que contenia influències del soul, funk i jazz. Ha estat descrit com una «fusió de hip-hop i electrònica fins al punt que cap dels dos gèneres són reconeixibles». La música trip-hop conté elements de la música ambient, R&B contemporani, dub i house, i també pot ser de naturalesa altament abstracta i experimental.
Grups com Portishead, Massive Attack, Morcheeba o Tricky en va ser alguns dels seus principals exponents.